# Onkel og Nevø
Onkel og Nevø er en dansk stum melodramafilm fra 1912 produceret af Nordisk Films Kompagni og instrueret af August Blom efter manuskript af Lars Svenné Langkjær. 
Filmen havde dansk premiere den 25. juni 1912 i Panoptikon Teatret, hvor den blev vist sammen med En Hjemkomst og komedien Du skal ikke solde!. Filmen blev i tysktalende lande distribueret som Die Stunde der Versuchung og i engelsktalende lande som Uncle and Nephew. 

## Handling
Professor Tarm inviterer sin nevø Kai til sit hjem, men Kai benytter muligheden for at gøre tilnærmelser til professorens unge kone, som er modtagelig for den unge mands kurtiseren. Kai beslutter at forgive professoren med gift i et glas vand, men professoren gennemskuer planen og får hældt det forgiftede vand ud og fyldt rent vand i glasset. Nervøse vil Kai og hustruen gå til bekendelse for professoren, men Kai fortæller ikke om giften i vandet og han hindrer ikke professoren i at drikke af glasset. Du hustruen beder om at få vand, slår Kai glasset ud af hendes hånd. Professoren forstår, at det er alvor, og sender Kai bort. Hustruen beder om tilgivelse, som professoren højmodogt skænker hende.

## Medvirkende
- Adam Poulsen som Professor Tarm
- Clara Wieth som Irma, Tarm kone
- Valdemar Psilander som Kai, Tarms nevø
- William Bewer